# Enigmacanthus
Enigmacanthus is een monotypisch geslacht van straalvinnige vissen uit de familie van vijlvissen (Monacanthidae).

## Soort
- Enigmacanthus filamentosus Hutchins, 2002